# スローモーション・アポカリプス
スローモーション・アポカリプス(Slowmotion Apocalypse)は、イタリアのメロディックデスメタル、デスラッシュ、メタルコアバンド。

## 略歴
イタリアのフリウリ＝ヴェネツィア・ジュリア州で活動していた、ハードコア・パンク/ヘヴィメタルバンド、SlapsticksとTo Die For(フィンランドの同名バンドとは無関係)のメンバーによって、2002年にSlowmotion Apocalypseが結成される。Slapsticksから、アルベルト・"アルビ"・ザニエ (Vo)、イヴァン・オドリコ (G)、イヴォ・ボスカリオール (B)が、To Die Forからは、ニコラス・ミラネーゼ (G)、トマソ・"トミー"・コルテ (Ds)が参加した。
2002年中には、デモCD『Demo 2002』をリリース。2005年に、トライビューナル・レコードから1stアルバム『My Own Private Armageddon』をリリースしデビューする。同アルバムはヨーロッパではスカーレット・レコード、日本はサウンドホリックからそれぞれリリースされている。
その後ディサルモニア・ムンディのエットレ・リゴッティのプロデュースで、2ndアルバム『Obsidian』を製作し2007年にリリースする。本アルバムよりメインレーベルがスカーレット・レコードになっている。日本では、ハウリング・ブルからリリースされた。
リリース後、ギタリストのイヴァン・オドリコが脱退し、マニュエル・"ショーン"・ジアネラ (G)が加入する。3rdアルバム『Mothra』を2009年にリリースする。同アルバムは、日本ではリリースされなかった。
同年年末、ギタリストのニコラス・ミラネーゼが急性白血病を発症し、バンド活動を続けることができなくなる。これを受けて、バンドは活動を休止を発表した。
翌2010年10月、ニコラス・ミラネーゼが骨髄移植を受け退院し、自宅療養を行っていることが発表された。しかしながら、これ以降、公式Facebookや公式MySpaceの更新は停止しており、現状は不明である。
ヘヴィメタルバンドとしては珍しく、1stアルバムと2ndアルバムのレコーディングに際しては、ほぼ全てのギター・ベースパートを、ギタリストのイヴァン・オドリコ1人が担うという形式が採られていた。

## メンバー

### 現メンバー
- アルベルト・"アルビ"・ザニエ (Alberto "Albi" Zannier) - ボーカル
- ニコラス・ミラネーゼ (Nicolas Milanese) - ギター
- マニュエル・"ショーン"・ジアネラ (Manuel "Sean" Gianella) - ギター
- イヴォ・ボスカリオール (Ivo Boscariol) - ベース

活動休止後、元メンバーのイヴァン・オドリコと共にフェイク・アイドルズを結成した。
- トマソ・"トミー"・コルテ (Tommaso "Tommy" Corte) - ドラムス

活動休止後、ザ・シークレットに加入。

### 旧メンバー
- イヴァン・オドリコ (Ivan Odorico) - ギター

1stアルバムと2ndアルバムのレコーディングに際しては、ほぼ全てのギター・ベースパートを、1人で担った。
脱退後、レインタイムで活動。レインタイム解散後には、メンバーのイヴォ・ボスカリオールと共にフェイク・アイドルズを結成した。

## ディスコグラフィ
- 2002年 Demo 2002 (Demo)
- 2005年 My Own Private Armageddon
- 2007年 Obsidian
- 2009年 Mothra